# 10918 Kodaly
10918 Kodaly (1998 AS1) là một tiểu hành tinh vành đai chính được phát hiện ngày 1 tháng 1 năm 1998 bởi Spacewatch ở Kitt Peak.